# Miles Armstrong
Miles Armstrong (* 16. April 1986) ist ein australischer Tennisspieler.

## Karriere
Armstrong spielte auf der ITF Junior Tour und erreichte dort mit Rang 246 seine höchste Notierung. Er spielte 2004 bei der Juniorenausgabe der Australian Open und erreichte im Doppel das Viertelfinale.
Bei den Profis spielte Armstrong ab 2006 auf der ITF Future Tour, wo er im Einzel sein erstes Finale erreichen konnte. 2007 gewann er im Einzel und Doppel den ersten Titel. Außerdem erreichte er im Doppel in Caloundra sein erstes Halbfinale auf der ATP Challenger Tour, dem er kurz darauf in Brisbane und Burnie zwei weitere folgen ließ. Ende des Jahres stand er jeweils in den Top 500 der Weltrangliste. 2008 gewann Armstrong im Einzel seinen zweiten und letzten Futuretitel, im Doppel war er zweimal erfolgreich. Durch sein verbessertes Ranking nahm er nun häufiger an Challengers teil. Gleich dreimal erreichte er dort im Einzel das Viertelfinale (Saransk, Ramat haScharon und Neu Delhi). Das Jahr beendete er auf Rang 350, nachdem er im September sein Karrierehoch von Platz 268 erreicht hatte. Im Doppel war er weniger erfolgreich als im Vorjahr.
Den größten Titel gewann Armstrong 2009 auf der Challenger Tour, als er das Turnier in Burnie für sich entschied. Zu seinen drei Futuretitel kamen nochmal drei weitere hinzu. Im Oktober 2009 war sein Ranking mit Platz 318 am besten im Doppel. Im Einzel verbuchte der Australier keine Erfolge, sodass er rapide an Punkten verlor. In der Qualifikation zum Turnier der ATP Tour in Brisbane, wo er in der zweiten Runde verlor, spielte er sein letztes Match als Profi.

## Erfolge
| Legende (Anzahl der Siege) |
| Grand Slam                 |
| ATP Finals                 |
| ATP Tour Masters 1000      |
| ATP Tour 500               |
| ATP Tour 250               |
| ATP Challenger Tour (1)    |

### Doppel

#### Turniersiege
| Nr. | Datum           | Turnier | Belag     | Partner     | Finalgegner                | Ergebnis         |
| --- | --------------- | ------- | --------- | ----------- | -------------------------- | ---------------- |
| 1.  | 8. Februar 2009 | Burnie  | Hartplatz | Sadik Kadir | Peter Luczak Robert Smeets | 6:3, 3:6, [10:7] |